# Debora Annen
Debora Annen (* 1. April 2002) ist eine Schweizer Bobfahrerin, welche als Pilotin aktiv ist.

## Leben
Annen ist die Tochter des ehemaligen Bobpiloten Martin Annen und hat eine kaufmännische Ausbildung absolviert. Sie arbeitet neben ihrer sportlichen Karriere im Gastronomiebetrieb ihrer Eltern in Oberarth mit. Auch ihr jüngerer Bruder Tim (* 2004) fährt Bob, als Anschieber im Team von Timo Rohner.

## Sportliche Laufbahn
In der Kindheit interessierte sich Debora Annen für Leichtathletik, Nationalturnen und Handball. Als Handballerin spielte sie für den LK Zug und schaffte es in die Schweizer Juniorinnen-Nationalmannschaft (U17). Mit 18 Jahren beendete sie aufgrund von Schmerzen im rechten Ellbogen ihre Handball-Laufbahn. 
2021 machte Annen erste Erfahrungen auf der Bobbahn von Igls. Sie entschied sich, künftig auf diese Sportart zu setzen und konnte dabei auf die Hilfe und Erfahrung ihres Vaters zählen. Als Neo-Pilotin wurde sie von Fabienne Meyer sowie Trainer Christoph Langen ausgebildet. Im Monobob wurde Debora Annen 2023 Schweizer Meisterin bei den Juniorinnen.
In der anschliessenden Saison 2023/24 trat sie im Europacup an und wurde am 20. Januar 2024 in St. Moritz Junioren-Weltmeisterin im Monobob. Ihr Debüt im Weltcup gab sie im Februar 2024 in Altenberg. Im Hinblick auf die Weltcup-Saison 2024/25 stellte sie ein Zweierbob-Team zusammen und wählte Michelle Gloor als Stammanschieberin. Als Gloor wegen einer Krebsdiagnose ausgefallen ist, wurde sie neben Julie Leuenberger auch von der erfahrenen Anschieberin Muswama Kambundji aus der Equipe von Melanie Hasler unterstützt.